# Lăng Ngô Quyền

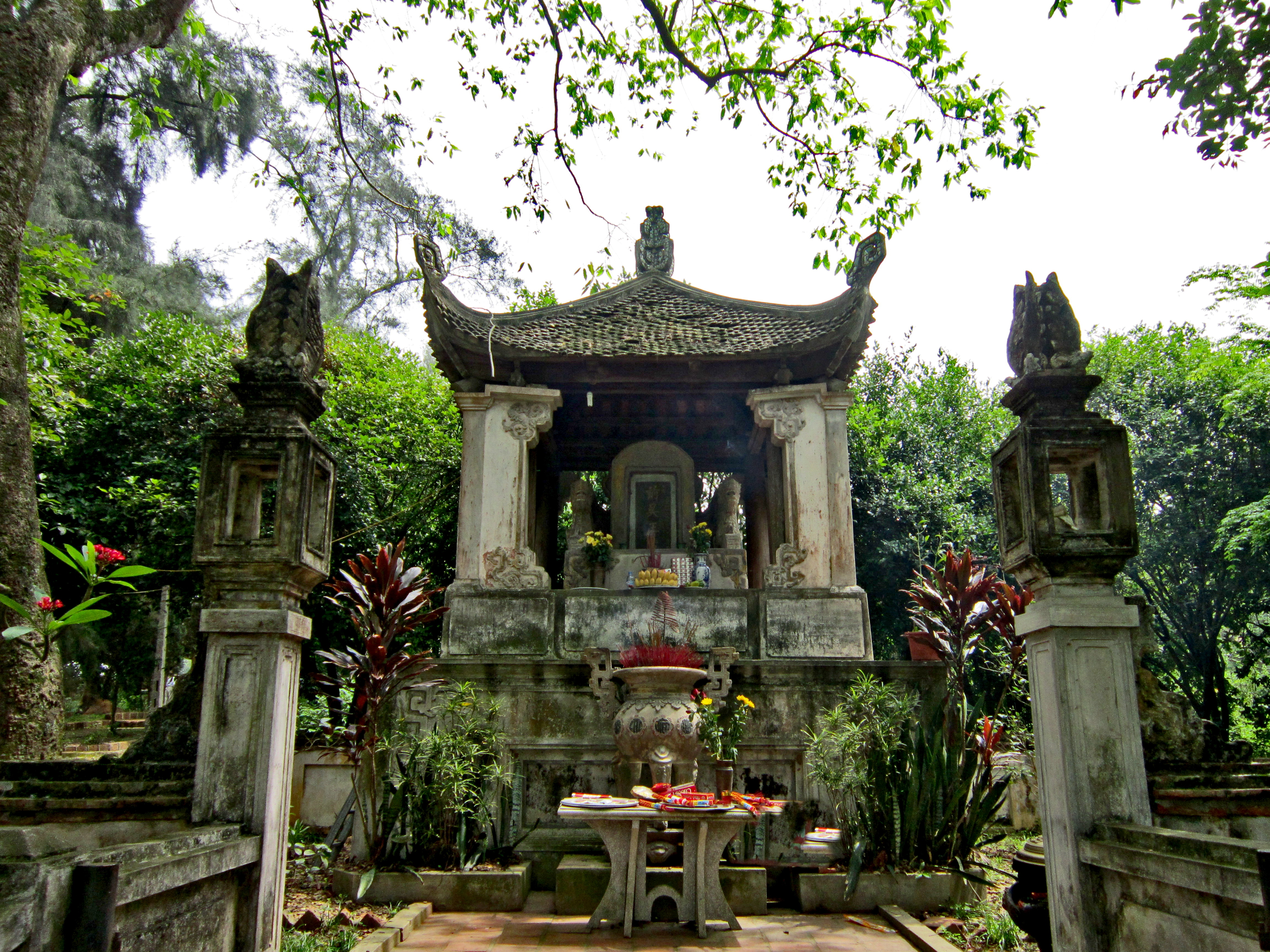
Lăng Ngô Quyền ở thôn Cam Lâm trong Làng cổ Đường Lâm, thuộc thị xã Sơn Tây (Hà Nội, Việt Nam).

Lăng Ngô Quyền (898 - 944) hay Tiền Ngô Vương Lăng (前吳王陵) là quần thể công trình kiến trúc lăng tẩm của Ngô Quyền, vị vua đã có công chiến thắng quân Nam Hán trên Trận Bạch Đằng (938) và mở ra thời kỳ độc lập tự chủ lâu dài cho dân tộc Việt Nam.

## Lịch sử

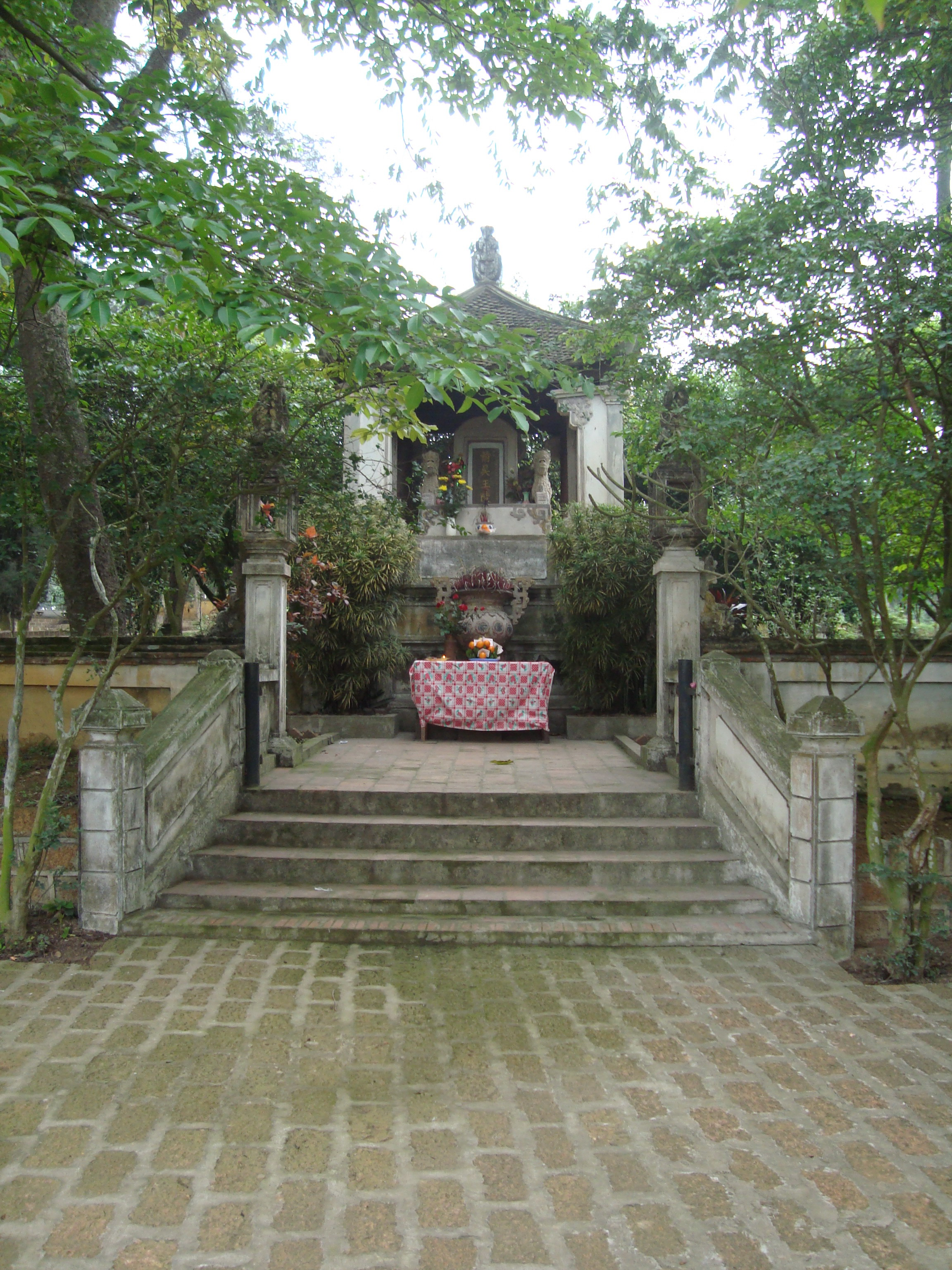
Lăng Ngô Quyền, tôn tạo vào đầu thế kỷ 20 triều vua Thành Thái.

Lăng mộ Vua Ngô Quyền được trùng tu năm Minh Mạng thứ 2 (1821) và được xây dựng lại năm Tự Đức thứ 27 (1874). Lăng được xây kiểu nhà bia có mái che, cao khoảng 1,5m. Giữa lăng là ngai, trong có bia đá ghi bốn chữ Hán "Tiền Ngô Vương Lăng" (Lăng mộ Vua Ngô Quyền).

## Kiến trúc
Đền và lăng Ngô Quyền được xây dựng trên một đồi đất cao, có tên là đồi Cấm, mặt hướng về phía đông. Đền thờ được xây ở phía trên, cách lăng khoảng 100m. Đền có quy mô khá khiêm tốn, gồm: Nghi môn, tả mạc, hữu mạc, đại bái (tiền đường) và hậu cung.
Trong quần thể đền và lăng Ngô Quyền còn có 18 cây duối cổ - tương truyền là nơi Ngô Quyền buộc voi, ngựa - đã được công nhận là "Cây di sản" cấp quốc gia.
Phía trước lăng là một cánh đồng rộng nằm giữa 2 sườn đồi và một nguồn nước gọi là vũng Hùm chảy ra sông Tích. Bên cạnh đó là đồi Hổ Gầm, tương truyền xưa là nơi thuở nhỏ Ngô Quyền thường cùng bạn chăn trâu, cắt cỏ và tập luyện võ nghệ. Đây có lẽ là vị trí đẹp nhất của ấp Đường Lâm xưa.

## Tôn tạo
Ngày 26 tháng 8 năm 2013, lăng Ngô Quyền được khởi công tôn tạo trùng tu với vốn đầu tư 30 tỷ đồng, với 1/3 số vốn do con cháu họ Ngô đóng góp.
Các hạng mục tu bổ, tôn tạo đền thờ gồm: Hậu cung, nghi môn, tiền tế, tả vu, hữu vu, xây dựng lầu hóa sớ. Hạng mục tu bổ, tôn tạo lăng Ngô Quyền gồm: Tu bổ lăng, tôn tạo sân, trụ biểu lan can, xây dựng bình phong. Theo đó, dự án xây dựng khu phụ trợ, tôn tạo cảnh quan, sân, đường tổng thể và hạ tầng kỹ thuật.
Dự án do Văn phòng tư vấn và chuyển giao công nghệ xây dựng - Trường Đại học Kiến trúc Hà Nội lập báo cáo kỹ thuật và Viện Khoa học Công nghệ Xây dựng - Bộ Xây dựng thẩm tra thiết kế bản vẽ thi công.